# Tour de Belgique indépendants
Ne doit pas être confondu avec Tour de Belgique automobile, Tour de Belgique ou Tour de Belgique amateurs.
Le Tour de Belgique indépendants est une course par étapes, 
disputée entre 1911 et 1964, par des coureurs ayant le statut de coureur indépendant.

## Palmarès
| Année     | Vainqueur                | Deuxième                 | Troisième                |
| --------- | ------------------------ | ------------------------ | ------------------------ |
| 1911      | Joseph Van Daele         | Jean Van Ingelghem       | Victor Doms              |
| 1912      | Alphonse Lauwers         | Isidore Méchant          | Émile Masson             |
| 1913      | Hubert Noël              | Joseph Cassiers          | René Vermandel           |
| 1914-1918 | Pas organisé             | Pas organisé             | Pas organisé             |
| 1919      | Félix Sellier            | Fernand Sellier          | Louis Verelst            |
| 1920      | Armand Thewis            | Edmond Van Huyneghem     | Guillaume Nyssen         |
| 1921      | Maurice De Waele         | Louis Verelst            | Jean-Baptiste Mosselmans |
| 1922      | Nicolas Frantz           | Maurice De Waele         | Aimé Dossche             |
| 1923      | Omer Huyse               | Julien Delbecque         | Joseph Pé                |
| 1924      | Auguste Verdyck          | Maurice Van Hyfte        | Charles Mondelaers       |
| 1925      | Georges Ronsse           | Gaston Rebry             | Jan Mertens              |
| 1926      | Pé Verhaegen             | Auguste Van Haelter      | Auguste Baumans          |
| 1927      | François Gardier         | Louis Englebert          | Frans Bonduel            |
| 1928      | Robert Van Grootenbruele | Marcel Houyoux           | Jean Wauters             |
| 1929      | Kamiel De Graeve         | Jules Goedhuys           | Louis Sammels            |
| 1931      | Léon Louyet              | Henri Deudon             | Fernand Cravillon        |
| 1932      | Joseph Vanderhaegen      | François Adam            | Louis Hardiquest         |
| 1933      | Edgard De Caluwé         | Henri Garnier            | Georges Christiaens      |
| 1934      | Robert Wierinck          | Michel De Kee            | Jules Lowie              |
| 1935      | Marcel Kint              | Charles Vandenbalck (ca) | Roger Vandendriessche    |
| 1936      | Maurice Van Herzele (nl) | René Walschot            | Hubert Deltour           |
| 1937      | Maurice Clautier         | Albert Dubuisson         | Jozef Van Kerckhoven     |
| 1938      | Pierre Vermeiren         | Roger De Pestel          | Félix De Raes            |
| 1939      | Frans Van Hellemont (de) | Guillaume Wielemans      | Leon Troch               |
| 1940-1945 | Pas organisé             | Pas organisé             | Pas organisé             |
| 1946      | Raymond Impanis          | Lionel Van Brabant (nl)  | André Rosseel            |
| 1947      | Gilbert Caupain          | Marcel Verschueren (nl)  | Gustave Speeckaert       |
| 1948      | Marcel De Mulder         | Joseph Verhaert          | Armand Baeyens           |
| 1949      | Joseph Bourgeois         | Eduard Van Ende          | Alex Close               |
| 1950      | Maurice Neyt             | Primo Volpi              | Frans Van Geel           |
| 1951      | Maurice Neyt             | Gilbert Desmet           | Jozef Schils             |
| 1952      | Jean Brankart            | Karel Borgmans           | Jean Stablinski          |
| 1953      | Roger Wyckstand          | Roger De Clercq          | Henri Guldemont          |
| 1954      | Maurice Baele            | Jacques Schoubben (ca)   | Willy Truye              |
| 1955      | André Messelis           | Daniël Denys (nl)        | Max Nulens               |
| 1959      | Cyriel Huyskens          | José Collette            | Jean Palmans             |
| 1960      | Robert Vandecaveye       | André Deferme            | Willy Derboven           |
| 1961      | Joseph Wouters           | Théo Nys                 | Antoine Steyaert         |
| 1962      | Sylvain Henckaerts       | René Thijsen             | Roger De Breuker         |
| 1963      | Jan Boonen               | Theo Verschueren         | Jaap de Waard            |
| 1964      | Roger Verheyden          | Jozef Timmerman          | Alfons Vandeperre        |

## Liens interne et externe
- Liste des anciennes courses cyclistes
- « Vainqueurs Tour de Belgique indépendants », sur Site du cyclisme (consulté le 16 juillet 2020)